# Kazuo Igarashi
Kazuo Igarashi (*24 de marzo de 1946) es un maestro japonés de aikido que actualmente tiene el 8.º dan Aikikai.
Nacido en Niigata entró en el dojo de Yasuo Kobayashi como uchideshi en 1973 y desde 1978 ha enseñado en unos cuantos seminarios por año en Suecia y Finlandia.
En 1983 estabilizó el Aikido Hashimo Dojo en Hashimoto. Igarashi enseña en 8 dojos en la región de Kantō.
Shihan Igarashi dicta Seminarios Internacionales de Aikido en Canadá, EE. UU.,Hawái, Rusia, Helsinki, Korea, Grecia, Inglaterra .
Aikido Igarashi Dojo es representado en América del Sur por Sensei Daniel Picciola de Aikido Union Argentina. En noviembre de 2012 visita Argentina.
En el año 2013 celebró sus 30 años de Dojo.
Año tras año continúa impartiendo clases en diferentes países del mundo.
En 2018 celebra ya 35 años de Dojo con su nombre.
En 2019 es nombrado 8.º Dan.
- Datos: Q9017376